# 小口欽也
小口 欽也（おぐち きんや、1979年 - ）日本の実業家で株式会社FunLaboの社長・芸能プロモーター

## 来歴・人物
高校から６年間海外に留学。
父親であるフロムファーストプロダクション元社長・小口健二の死去後にフロムファーストに仮入社。大学卒業を機に正式入社。
自身の趣味からHIPHOPレーベル、THE FOREFRONT RECOREDS（のちのRUFF&TUFF）設立。
映画TOKYOTRIBEをプロデュースした。
ラッパー・俳優のYOUNGDAISの俳優個人事務所、株式会社FunLaboを設立。
現在（２０２０年以降）母、小口文子の飲食店を継ぎ、株式会社アヤカンパニー代表取締役。

## プロデュースした作品
映画
- TOKYO TRIBE (2014年）